# 大和高田市立陵西小学校
大和高田市立陵西小学校（やまとたかだしりつ おかにししょうがっこう）は、奈良県大和高田市池田にある公立小学校。

## 沿革
- 1874年（明治7年） - 開校。
- 1956年（昭和31年） - 陵西村が大和高田市へ編入されたのに伴い、大和高田市立陵西小学校に改称。

## 周辺
- 大和高田市立高田西中学校
- 陵西郵便局
- 吉本病院

## アクセス
- 近鉄南大阪線 尺土駅から北へ1.3km
- 近鉄大阪線 築山駅から南西へ1.6km
- 西日本旅客鉄道（JR西日本） JR五位堂駅から南へ1.7km
- きぼう号（コミュニティバス） 陵西小前バス停下車

## 通学区域が隣接している学校
- 大和高田市立磐園小学校
- 大和高田市立高田小学校
- 葛城市立磐城小学校
- 葛城市立當麻小学校
- 香芝市立鎌田小学校
- 香芝市立五位堂小学校
- 香芝市立真美ヶ丘東小学校